# Le Temps (quotidien français, 1829-1842)
Pour les articles homonymes, voir Le Temps.
Ne doit pas être confondu avec Le Temps (quotidien français, 1861-1942).
Le Temps est un quotidien français, qui paraît du 15 octobre 1829 au 17 juin 1842.
Sous-titré « journal des progrès politiques, scientifiques, littéraires et industriels », Le Temps, fondé par Jacques Coste et Jean-Jacques Baude, est d'inspiration libérale, organe du centre, voire du centre gauche sous la monarchie de Juillet. En 1829-1830, le journal est très actif dans l'opposition au ministère Polignac. Constance Aubert y a longtemps rédigé le « Bulletin des modes ».

## Tirage
- 1831 : 8 733
- 1836 : 5 191
- 1840 : 2 049

## Pour approfondir